# 14th Armored Division (Vereinigte Staaten)
Die 14th Armored Division (deutsch 14. US-Panzerdivision) ist ein Großverband der US Army, der seit 1945 offiziell inaktiv ist. Sie trug am Kriegsende den Rufnamen „die Befreier“ (the Liberators), weil sie an der Befreiung von drei Kriegsgefangenenlagern und dem Außenlager Ampfing des KZ Dachau beteiligt war. Sie hat als einzelner Verband die größte Zahl „eigener Jungs“ aus der Kriegsgefangenschaft herausholen können.

## Abzeichen der Division
Wie bei den anderen US-Panzerdivisionen auch ist das Abzeichen der 14. Panzerdivision in den markanten Farben gelb, blau und rot und in Dreiecksform gehalten: die verschiedenen Farben stehen für die Waffengattungen innerhalb der Division: die Kavallerie, die Infanterie und die Artillerie. Die Panzerkette symbolisiert die Beweglichkeit und den Schutz durch Panzerung, die Kanone die Feuerkraft und der Blitz die Schnelligkeit bei Operationen. Die arabische Ziffer an der Spitze des Dreiecks bezeichnet die laufende Nummer der Division.

## Geschichte
Die Indienststellung erfolgte am 15. November 1942 im Camp Chaffee, Arkansas.

### Kampfeinsätze im Zweiten Weltkrieg
- Südfrankreich (Nach der Landung in Marseille am 29. Oktober 1944 hatte sie weitgehend defensive Aufgaben an der französisch-italienischen Grenze)
- Rheinland, Ardennen/Elsass (Am 17. Dezember ging sie über die Lauter vor. Beim Unternehmen Nordwind gelang ihr gegen fünf Divisionen die Verlangsamung des deutschen Angriffs. Dazu gehört die Battle of Hatten-Rittershoffen vom 9. bis 21. Januar 1945. Am 5. März 1945 wurde die Moder überquert und am Monatsende bei Germersheim und Worms der Rhein.)
- Zentraleuropa:
  - Nach Neustadt/Main konnten in Hammelburg am 6. April im Stalag XIII C und im Oflag XIII B viele Kriegsgefangene befreit werden.
  - Ebenso in Moosburg, dort wurden am 29. April über 130.000 alliierte Kriegsgefangene befreit (Stalag VII A, davon rund 20.000 Amerikaner).
  - KZ-Außenlager Ampfing – Im Gebiet Mühldorf am Inn kam es für die Einheit am 2. Mai 1945 zur letzten Kampfhandlung des Kriegs.

Sie wurde dafür insgesamt bei zwei Presidential Unit Citations genannt.

### Außerdienststellung
Sie wurde am 16. September 1945 auf Nullstärke gesetzt, aber nicht deaktiviert.

## Kommandeure
| Generalmajor Vernon Prichard   | November 1942 bis Juli 1944  |
| Brigadegeneral Albert C. Smith | Juli 1944 bis September 1945 |